# 大果核子木
大果核子木（学名：Perrottetia macrocarpa）为卫矛科核子木属的植物，是中国的特有植物。分布于中国大陆的四川等地，生长于海拔500米至900米的地区，常生于林下及林缘，目前尚未由人工引种栽培。